# Werchiwnja
Werchiwnja (ukrainisch Верхівня; russisch Верховня Werchownja, polnisch Wierzchownia) ist ein Dorf in der ukrainischen Oblast Schytomyr mit etwa 1000 Einwohnern (2001).

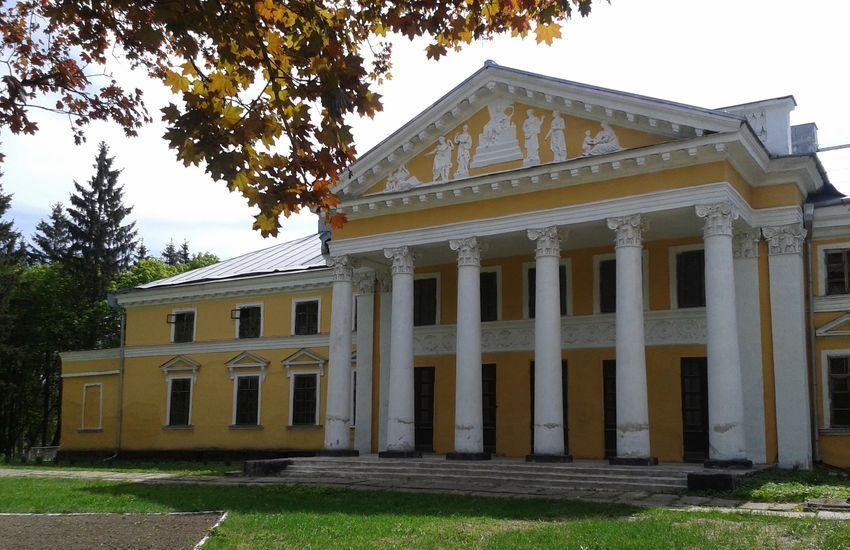
Hańska-Palast in Werchiwnja

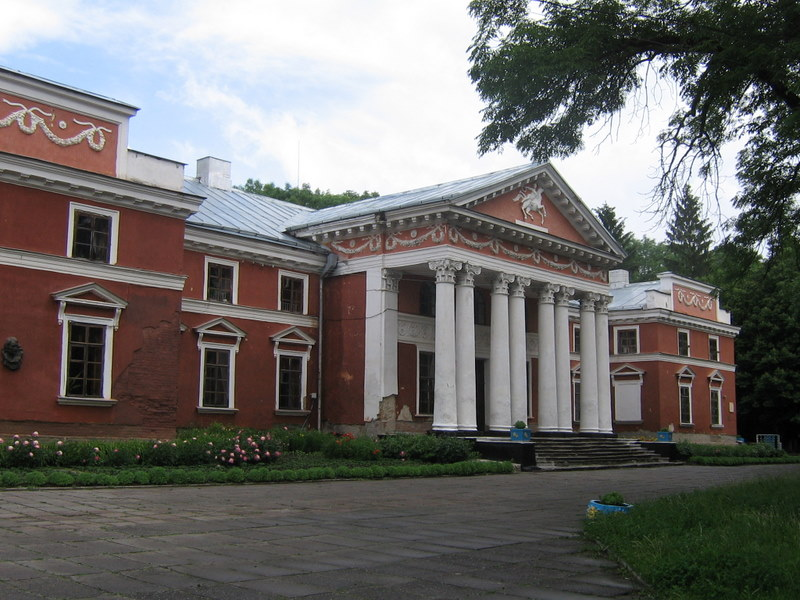
Gebäude des Balsac-Museums im Schlosspark

## Geografie
Am 12. Juni 2020 wurde das Dorf ein Teil der neugegründeten Siedlungsgemeinde Ruschyn, bis dahin bildete es zusammen mit dem Dorf Mussijiwka (Мусіївка) die gleichnamige Landratsgemeinde Werchiwnja (Верхівнянська сільська рада/Werchiwnjanska silska rada) im Nordosten des Rajons Ruschyn.
Am 17. Juli 2020 kam es im Zuge einer großen Rajonsreform zum Anschluss des Rajonsgebietes an den Rajon Berdytschiw.
Die Ortschaft liegt auf 205 m Höhe am Ufer des Postil (Постіл), einem 31 km langen Nebenfluss des Ros-Zuflusses Rostawyzja, 15 km nordöstlich vom ehemaligen Rajonzentrum Ruschyn und 79 km südöstlich vom Oblastzentrum Schytomyr.
Im Dorf befindet sich ein vom polnischen Baron Wacław Hański erschaffener Park samt herrschaftlicher Gebäude.

## Geschichte
Das erstmals 1600 schriftlich erwähnte Dorf wurde 1847 von dem französischen Schriftsteller Honoré de Balzac besucht. Dieser hatte 1833 die seit 1841 verwitwete Gräfin Ewelina Hańska, die ein Anwesen im Dorf besaß, in der Schweiz kennen gelernt und war ihr seitdem freundschaftlich verbunden. Balzac schrieb hier unter anderem an La Maratre, Les Paysans und einen Teil der unvollendeten La comédie humaine (dt.: Die menschliche Komödie) sowie Ein Brief über Kiew, einen Reiseberichte über eine Reise in die Ukraine. Am 2. Februar 1848 reiste Balzac nach Frankreich ab und kehrte Ende September 1848 zurück auf das Anwesen von Ewelina Hańska, um diese zu heiraten. Die Ehe wurde am 14. März 1850 in Berdytschiw geschlossen und im Mai 1850 verließ das Paar Werchiwnja endgültig Richtung Paris.
Ein vom Observatorium Andruschiwka am 8. Oktober 2005 entdeckter Asteroid wurde, aufgrund des Aufenthaltes von Balzac und zu Ehren der Ortschaft, (155116) Verkhivnya benannt.